# Стадницька волость
Стадницька волость — історична адміністративно-територіальна одиниця Таращанського повіту Київської губернії з центром у селі Стадниця.
Станом на 1886 рік складалася з 8 поселень, 8 сільських громад. Населення — 7889 осіб (3881 чоловічої статі та 4008 — жіночої), 1240 дворових господарств.
Наприкінці ХІХ ст. волость було ліквідовано, поселення увійшли до складу Тетіївської (Голодьки, Стківці, Стадниця), П'ятигірської (Високе, Денихівка, Дубрівка) та Староживотівської (Клюки) волостей.
|                     | Площа, десятин | У тому числі орної, дес. |
| ------------------- | -------------- | ------------------------ |
| Сільських громад    | 6735           | 5902                     |
| Приватної власності | 7077           | 5315                     |
| Іншої власності     | 265            | 183                      |
| Загалом             | 14077          | 11400                    |

Поселення волості:
- Стадниця — колишнє власницьке село при урочищі Теляче Поле, 1155 осіб, 205 дворів, волосне правління, православна церква, школа, постоялий будинок, лавка, водяний млин, цегельний та винокуренний заводи.
- Високе — колишнє власницьке село, 1098 осіб, 227 дворів, православна церква, каплиця.
- Голодька — колишнє власницьке село, 735 осіб, 109 дворів, православна церква, школа, постоялий двір, водяний млин.
- Денгофівка — колишнє власницьке село, 493 особи, 88 дворів, православна церква, постоялий двір, 2 вітряки.
- Дубрівка — колишнє власницьке село, 1099 осіб, 224 двори, православна церква, постоялий двір, лавка, 3 водяних млини, 4 вітряки, винокурний завод.
- Клюки — колишнє власницьке село при річці Крива Устя, 923 особи, 141 двір, православна церква, постоялий двір, лавка, вітряк.
- Ситківці — колишнє власницьке село, 772 особи, 120 дворів, православна церква, школа, постоялий двір, водяний млин, вітряк, цегельний та винокуренний заводи.